# Callin
Callin è un singolo del rapper statunitense YoungBoy Never Broke Again, pubblicato il 31 agosto 2020 in collaborazione con Snoop Dogg

## Tracce
1. Callin – 2:23